# Нолькен, Станислав Иванович
Барон Станислав Иванович Нолькен (Нолькин) (1823 или 1824 — 1895) — генерал-майор русской императорской армии.

## Биография
Происходил из баронского рода Нолькен; сын коллежского регистратора Иоганна Нолькена (1793—?). По разным данным, родился в 1823 (7 февраля) или 1824 году (указан на надгробном памятнике).
В 1839 году начал военную службу в Томском егерском полку; в 1843 году произведён в подпоручики, в 1847 — в поручики. В 1849 году был переведён есаулом в 1-й кавказский казачий батальон. В 1851 году за отличие в боях с горцами в долине реки Белой был награждён орденом Святой Анны 3-й степени с мечами и бантом. В следующем году он был назначен командующим вновь сформированного при 2-й бригаде Кавказского линейного казачьего войска пешего казачьего батальона, с которым принял участие в многочисленных стычках с горцами. За отличие был награждён орденом Святой Анны 2-й степени с мечами. В 1853 году принял участие в кровопролитном бою у станицы Лабинской.
В 1855 году за заслуги перед российской империей ему были пожалованы поместья в Могилёвской губернии, где он основал поместье Костюковка.
В 1858 году в чине подполковника командовал Горским казачьим полком, затем был произведён в полковники и назначен командиром одной из бригад Кубанского казачьего войска; 1 августа 1861 года нанёс поражение горцам и был награждён золотой шашкой с надписью «за храбрость». Зимой 1862—1863 гг. возглавлял экспедицию против горцев и был пожалован императорской короной к ордену Святой Анны. 
Вышел в отставку по болезни с чином генерал–майора в 1870 году и поселился в Костюковке. Кроме имения в Могилёвской губернии ему также были пожалованы 1000 десятин земли в области Войска Донского.  Умер в Гомеле в октябре 1895 года.

## Семья
В 1858 году женился на Эмили фон Эссен (1838, Ковно — 1906, Минск). Их дети:
- Карл (1858—1918?)
- Вильгельм (1861—1880)
- Вольдемар (1864—1929)
- Иван (1866—1948)
- Оскар (1870—1891)
- Мария (1871—?)
- Эдуард (1872—?)
- Евгений (1874—?)
- Елена (1875—1896)
- Константин (1878 — 1949)
- Александр (1879—?)
- Вильгельм (1888—?)